# Campionato Paulista 2013
Il Campionato Paulista 2013 (Paulistão Chevrolet 2013 per ragioni di sponsor) è la 112ª edizione della massima serie calcistica dello Stato di San Paolo.

## Partecipanti
- Atlético Sorocaba
- Botafogo-SP
- Bragantino
- Corinthians
- Guarani
- Ituano
- Linense
- Mirassol
- Mogi Mirim
- Oeste

- Palmeiras
- Paulista
- Penapolense
- Ponte Preta
- San Paolo
- Santos
- São Bernardo
- São Caetano
- União Barbarense
- XV de Piracicaba

## Formula
Le 20 squadre sono inserite in un girone all'italiana e si affrontano in gare di sola andata. Le prime otto squadre classificate approdano ai playoff che si disputano in gare di sola andata tranne la finale (in caso di parità fa fede la posizione di classifica). Le ultime quattro squadre classificate vengono retrocesse nella Serie A2.

## Classifica
|  | Pos. | Squadra           | Pt | G  | V  | N | P  | GF | GS | DR  |
|  | ---- | ----------------- | -- | -- | -- | - | -- | -- | -- | --- |
|  | 1.   | San Paolo         | 41 | 19 | 13 | 2 | 4  | 34 | 18 | +17 |
|  | 2.   | Mogi Mirim        | 39 | 19 | 12 | 3 | 4  | 36 | 19 | +17 |
|  | 3.   | Santos            | 39 | 19 | 11 | 6 | 2  | 35 | 21 | +14 |
|  | 4.   | Ponte Preta       | 38 | 19 | 10 | 8 | 1  | 27 | 13 | +14 |
|  | 5.   | Corinthians       | 35 | 19 | 9  | 8 | 2  | 31 | 16 | +15 |
|  | 6.   | Palmeiras         | 34 | 19 | 9  | 7 | 3  | 34 | 24 | +10 |
|  | 7.   | Botafogo-SP       | 31 | 19 | 9  | 4 | 6  | 26 | 23 | +3  |
|  | 8.   | Penapolense       | 28 | 19 | 8  | 4 | 7  | 26 | 22 | +4  |
|  | 9.   | Linense           | 27 | 19 | 7  | 6 | 6  | 27 | 29 | -2  |
|  | 10.  | XV de Piracicaba  | 25 | 19 | 6  | 7 | 6  | 31 | 30 | +1  |
|  | 11.  | Bragantino        | 25 | 19 | 6  | 7 | 6  | 31 | 30 | +1  |
|  | 12.  | São Bernardo      | 20 | 19 | 5  | 5 | 9  | 24 | 30 | -6  |
|  | 13.  | Paulista          | 20 | 19 | 5  | 5 | 9  | 19 | 25 | -6  |
|  | 14.  | Ituano            | 20 | 19 | 5  | 5 | 9  | 20 | 29 | -9  |
|  | 15.  | Atlético Sorocaba | 19 | 19 | 5  | 4 | 10 | 26 | 30 | -4  |
|  | 16.  | Oeste             | 19 | 19 | 5  | 4 | 10 | 21 | 32 | -9  |
|  | 17.  | Mirassol          | 18 | 19 | 5  | 3 | 11 | 31 | 33 | -2  |
|  | 18.  | União Barbarense  | 16 | 19 | 3  | 7 | 9  | 14 | 28 | -14 |
|  | 19.  | São Caetano       | 13 | 19 | 2  | 7 | 10 | 19 | 35 | -16 |
|  | 20.  | Guarani           | 10 | 19 | 2  | 4 | 13 | 20 | 41 | -21 |

|  |                              |
|  | Ammesse ai play-off scudetto |
|  | Retrocesse in Serie A2       |

## Play-off scudetto

### Quarti di finale
| Squadra 1   | Risultato       | Squadra 2   |
| ----------- | --------------- | ----------- |
| Santos      | 1 – 1 (4–2 dcr) | Palmeiras   |
| Mogi Mirim  | 6 – 0           | Botafogo-SP |
| Ponte Preta | 0 – 4           | Corinthians |
| San Paolo   | 1 – 0           | Penapolense |

### Semifinali
| Squadra 1  | Risultato        | Squadra 2   |
| ---------- | ---------------- | ----------- |
| Mogi Mirim | 1 – 1 (4–5 dcr.) | Santos      |
| San Paolo  | 0 – 0 (3–4 dcr.) | Corinthians |

### Finale
| Squadra 1   | Totale | Squadra 2 | Andata | Ritorno |
| ----------- | ------ | --------- | ------ | ------- |
| Corinthians | 3 - 2  | Santos    | 2 - 1  | 1 - 1   |